# Jaume Vicens i Vives
Pour les articles homonymes, voir Vicens et Vivès (homonymie).

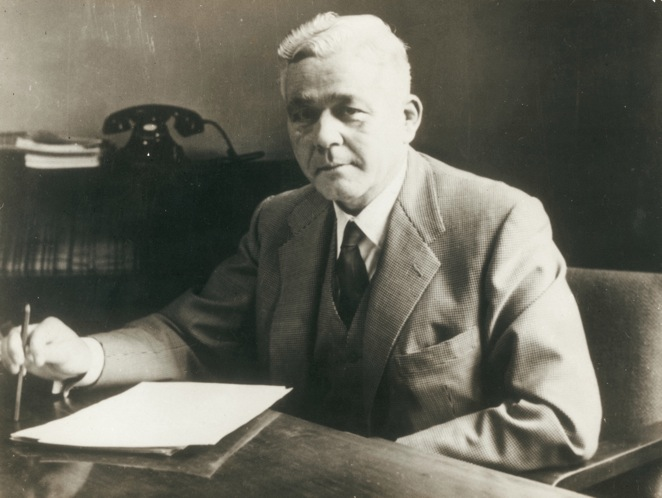
Jaume Vicens i Vives.

Jaume Vicens i Vives, né à Gérone le 16 juin 1910 et mort à Lyon le 28 juin 1960, est un historien et écrivain espagnol, considéré, avec Pierre Vilar, comme l'un des plus influents historiens catalans du XXe siècle

## Biographie
Il épouse à Barcelone en 1937 dans les locaux du rectorat Roser Rahola d'Espona (1914-2020) fille d'un militant catalaniste opposant à la dictature de Primo de Rivera. La cérémonie est célébrée en présence du recteur Pere Bosch i Gimpera (1891-1974) ainsi que d'autres personnalités politiques, tels Josep Irla i Bosch (1876-1958) futur président de la Généralité de Catalogne en exil.
En 1933, il participe à la célèbre croisière universitaire en Méditerranée, réunissant durant l'été 1933 des universitaires de la République espagnole.

## Activité éditoriale et universitaire
Le Tribunal de Responsabilidades Políticas número 3 de Barcelone avait  prononcé "l’inhabilitation" de Jaume Vicens Vives par décret du 14 août 1941. Cependant celui-ci avait pu grâce notamment au professeur Florentino Pérez Embid (1918-1974), lequel deviendra le principal responsable de la censure franquiste de 1951 à 1957, retrouver une chaire de professeur à l’université de Zaragoza en 1947 et de Barcelone en 1948. Selon Eduardo Escartin il fut alors appuyé par des membres importants de l'Opus Dei, dont  Florentino Pérez Embid.
Jaume Vicens Vives a manifesté très tôt un intérêt particulier pour les remensas (on écrit aujourd'hui remences), ces paysans vassaux qu'il présente dans ses œuvres comme d'authentiques "serfs de la glèbe". Dans sa première publication parue en 1945 (Historia de los remensas en el siglo XV) Jaume Vicens Vives reprend en l'amendant un argumentaire très hostile à la féodalité développé par Eduardo de Hinojosa. Il y fait également une large place  au travail du révolutionnaire V.K. Piskorski (1867-1910) intitulé El problema de la significacion y de la origen de los seis mals usos en Cataluña paru à Kiev en 1899 et traduit en espagnol à Barcelone en 1929. Cet auteur qui fait encore autorité sur ce sujet présente la guerre civile catalane du XVe siècle sous l'angle d'un conflit social et jette par ce biais le discrédit sur l'oligarchie urbaine et la féodalité catalane. 
Son livre de 1954 Notícia de Catalunya fut une source d'inspiration directe pour Joan Fuster dans la rédaction de son influent essai de 1962 Nosaltres, els valencians. Il influença également la pensée politique de Jordi Pujol. Vicens i Vives était également un proche de l'historien Joan Reglà.

## Publications
- Jaume Vicens Vives, Historia de los remensas en el siglo XV, Barcelona, 1945.
- Jaume Vicens Vives, El gran sindicato remensa (1488-1508), Madrid, 1954.